# Cubisme synthétique

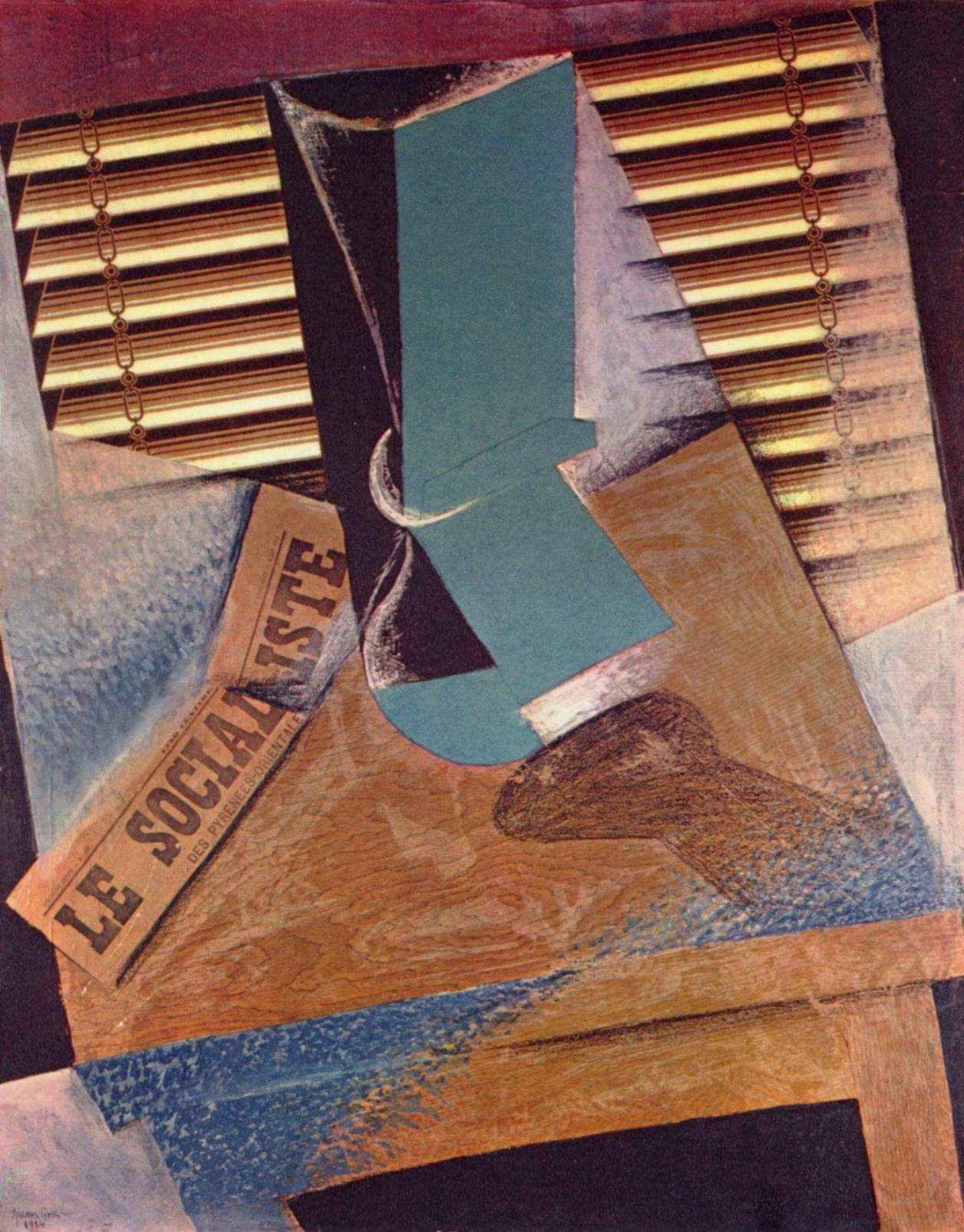
Tableau nommé "La jalousie" réalisé par l'artiste cubique Juan Gris en 1914. Ce tableau est un exemple de cubisme synthétique.

Les dernières inventions du cubisme analytique projettent le mouvement dans son ère la plus ludique. Si la période analytique avait sacrifié l’unité de l’objet en le  logeant dans un espace révélant son essence, la phase du cubisme synthétique trouve un moyen de le restaurer sans renoncer aux innovations spatiales. À la suite de l’invasion spatiale de signes (Journal, porte-allumettes, pipe et verre, 1911, Picasso), les peintres ont alors l’idée de représenter les objets à travers leurs traits essentiels, ou de façon synthétique.
Cette nouvelle figuration, qui autorise une liberté figurative jamais atteinte, est en outre égayée par le retour de couleurs vives. L’espace de la perspective a désormais disparu au profit d’un espace conceptuel. Braque et Picasso, quant à eux, vont cependant procéder différemment.
Braque, ayant rendu les formes et la couleur autonomes dans les papiers collés, traduit ces bouleversements spatiaux, tout en conservant un espace plat jusqu’en 1913. Désormais, l’objet n’est plus présenté dans l’ordre, il s’adresse à l’esprit pour être reconstitué. Les papiers sont remplacés par des plans verticaux et horizontaux, la technique du faux bois, pratiquée en 1912, est affinée de façon à créer un espace sans relief où l’objet synthétisé semble avancer vers le spectateur (Le Violon (Valse), 1913).
Après avoir expérimenté dans les assemblages et constructions la capacité des objets cubistes à évoluer dans l’espace réel de son atelier, Picasso traduit cette expérience au niveau pictural en logeant des figures synthétiques cubistes dans un espace classique (Femme en chemise dans un fauteuil, 1913). Cette pratique donne lieu à de nouvelles générations de papiers collés, où il confronte espace perspectif et cubiste avec divers objets (journaux, paquets de cigarettes…) et de constructions où se côtoient objets réels et cubistes (Le Verre d’absinthe, 1914). Aboutissant à la conclusion que l’espace cubiste contient l’espace perspectif, Picasso impose le cubisme comme l’évolution logique de la peinture. Il redonne ainsi à la peinture une fonction propre, mise à mal depuis l’apparition de la photographie : anciennement miroir du réel, elle est désormais un espace propice à la réflexion.